# Into the Badlands
Into the Badlands ist eine US-amerikanische Science-Fiction-Actionserie mit Martial-Arts-Elementen von Alfred Gough und Miles Millar, die am 15. November 2015 beim Sender AMC ihre Premiere feierte. Die Serie basiert lose auf dem klassischen chinesischen Roman Die Reise nach Westen. Die Serie umfasst drei Staffeln mit insgesamt 32 Folgen. Die letzte Folge wurde am 6. Mai 2019 gesendet.

## Handlung

### Staffel 1
In einer fernen Zukunft hat sich eine feudale Gesellschaft herausgebildet, die sogenannten Badlands. Die Kriege liegen so lange zurück, dass sich niemand mehr an sie erinnert. Bevor die Barone an die Macht kamen, regierten Dunkelheit und Angst das Land. Sieben Männer und Frauen schmiedeten Ordnung im Chaos und Menschen scharten sich um sie, doch aus Schutz wurde Sklaverei. Die Barone verbannten Schusswaffen aus den Badlands und begannen Todeskämpfer auszubilden, die sie Clipper nannten. Diese schützen nun ihre Barone und deren Ländereien vor den Plünderungen durch Wegelagerer und Nomaden und vor Angriffen auf ihre Forts. Die Barone, die die sieben Zonen regieren, sind allesamt äußerst starke und brutale Menschen, und sie haben die Kontrolle über die jeweiligen Ressourcen ihrer Zone.
Sunny, ein erfahrener Clipper und Regent seines Barons, trifft auf eine Gruppe wegelagernder Nomaden, die er im Kampf alle tötet. In einer Kiste findet er eingesperrt einen Jungen. M.K., so dessen Name, ist der einzig Überlebende eines Massakers, das die Wegelagerer in einem Dorf angerichtet haben. Sunny nimmt den Jungen mit in das Fort, wo er im Auftrag seines Barons junge Männer, die als Colts bezeichnet werden, zu Clippern ausbildet. Sunny glaubt, dass M.K. dort länger überleben wird als alleine in den Badlands. Quinn hat die größte Clipper-Armee der Badlands. Die Clipper haben bei Quinn alle Freiheiten der Welt, Waffen und Frauen erhalten Mahlzeiten – ihre Loyalität gehört dann jedoch ausschließlich ihrem Baron. Von den als Cogs bezeichneten Sklaven lässt Quinn auf seinen Ländereien Mohn anbauen, denn jeder Baron der Badlands verwaltet eine andere Ressource. Der Mohn kann aber nur durch das Öl aus den Ölfeldern der Witwe, einer Baronin der Badlands, verarbeitet werden. Sie stellt aber auch eine Gefahr für ihn dar, denn Quinn hat erkannt, dass die Witwe für einige Überfälle auf seine Transporte in letzter Zeit verantwortlich war.
Schon bald erkennt Sunny, dass M.K. ein Geheimnis hütet und in den ganzen Badlands nach ihm gesucht wird. Sunny bildet den Jungen aus, lehrt ihn Selbstdisziplin und gibt seine Erfahrungen an ihn weiter. Um herauszufinden, wie M.K. seine Kräfte kontrollieren kann, bringt er den Jungen bis an seine Grenzen. Dies tut Sunny nicht ganz uneigennützig, denn er und seine schwangere Freundin Veil wollen die Badlands verlassen, und M.K., der einen Weg hinaus zu kennen vorgibt, scheint der Schlüssel für ihre Flucht zu sein.

### Staffel 2
Staffel 2 von Into the Badlands sollte sich nach Aussagen der Macher stärker auf die Entwicklung einzelner Figuren konzentrieren. Nachdem Sunny und M.K. getrennt wurden, finden sie sich weit voneinander entfernt an für sie unwirklich erscheinenden Orten wieder. Sunny befindet sich in einem brutalen Arbeitslager und trifft dort auf den geheimnisvollen Gefangenen Baije, welcher eine fragwürdige Moral besitzt. Sunny ist entschlossen, in die Badlands zurückzukehren, um seine Familie zu finden. Auf dem Weg wird er von neuen Verbündeten unterstützt, deren wahre Motive jedoch alles andere als ehrenwert sind. M.K. hingegen bemüht sich weiterhin, seine Kräfte in den Griff zu bekommen. Die Witwe versucht unterdessen, ihre Macht auszubauen und die anderen Barone zu kontrollieren. Allianzen werden gebildet, Freundschaften verraten und letztlich Ereignisse in Gang gesetzt, die Sunnys und M.K.s Leben völlig verändern sollen.

### Staffel 3
Der Ex-Regent Nathaniel Moon, der seine Hand im Kampf mit Sunny verloren hat, verbündet sich mit der Witwe im Kampf gegen Baron Chau und sinnt auf Rache. Gaius Chau, der von seiner älteren Schwester eingekerkert wurde, weil er ihre Sklaven befreit hatte, hilft umgekehrt seiner Schwester nun, wenn auch nicht ganz freiwillig, im Konflikt gegen die Witwe.

## Figuren
Sunny

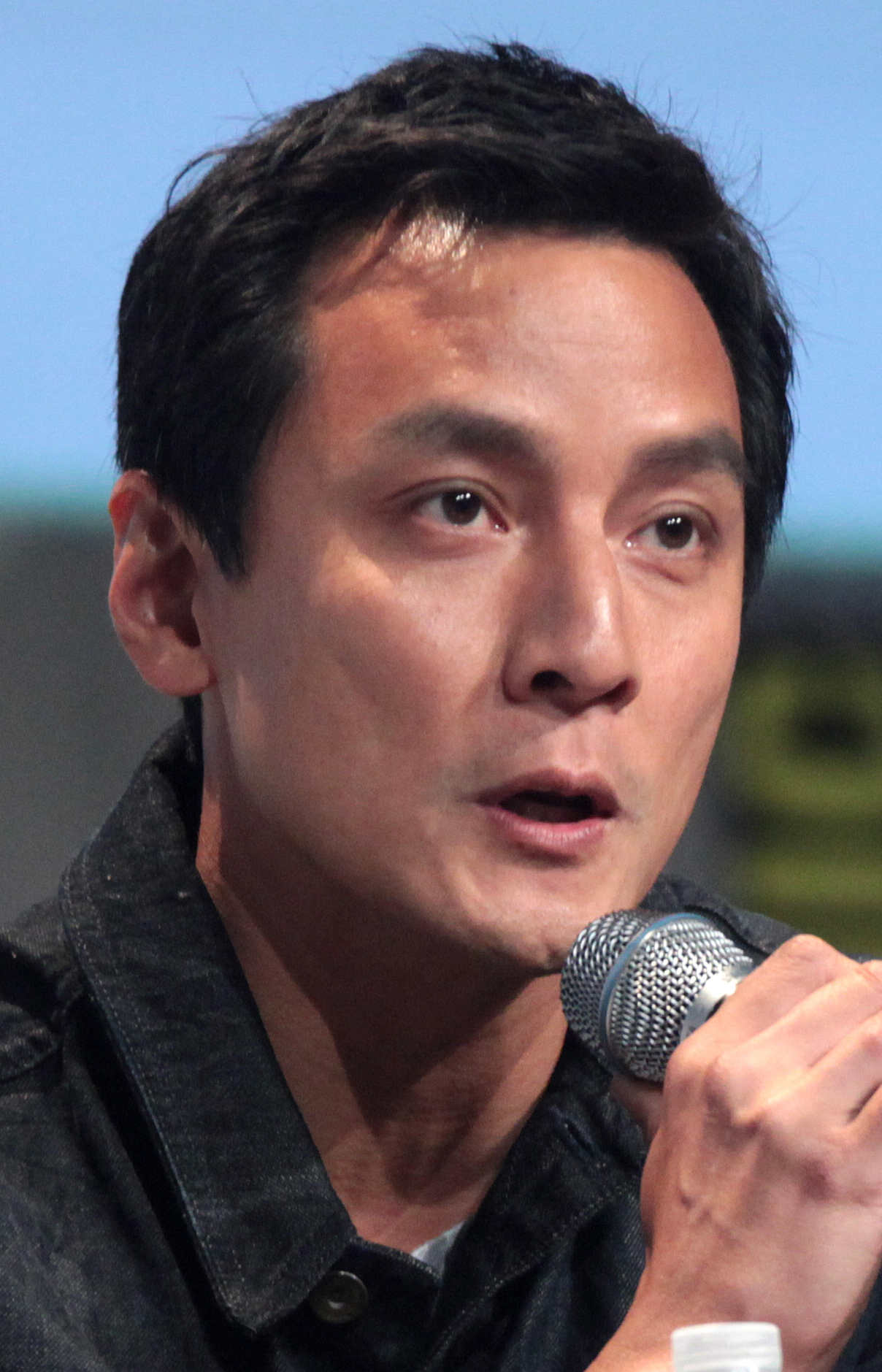
Daniel Wu spielt Sunny

Sunny ist ein Regent von Quinn. Als dessen rechte Hand und fähigster Clipper ist er nicht nur ein loyaler Gehilfe, sondern besitzt auch einen scharfen Verstand und ist ein gnadenloser Killer. Sunny wurde als Kind nackt und hungernd gefunden und erinnert sich nicht an seine Herkunft oder seine leiblichen Eltern. Er verbrachte seine Jugend als einer von Quinns Colts, Jugendliche die eine Ausbildung zum Clipper machen, und war erst neun Jahre alt, als er zum ersten Mal einen anderen Menschen tötete. Im Laufe der Jahre hat er Hunderte erschlagen und ist daher den Akt des Tötens gewöhnt. Sunny hat nie versucht Freunde zu finden, aber er träumt insgeheim davon, das Fort von Quinn zu verlassen und von einem Leben weit weg von den Badlands. Er ahnt nicht, dass er diesem Ziel einen Schritt näher kommt, als er M.K findet.
Lydia
Lydia ist Quinns erste Frau und nicht nur seine schärfste Kritikerin, sondern auch sein treuester Bewunderer. Ohne ihre klugen Ratschläge wäre Quinn nie dahin gekommen, wo er heute ist. Während Lydia nie an ihm gezweifelt hat, ist sie sich bei ihrem Sohn Ryder weniger sicher. So sehr sie ihr einziges Kind liebt, weiß sie doch von seinen Schwächen.
Jade

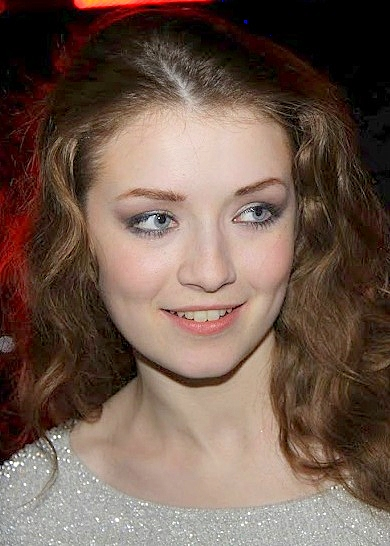
Sarah Bolger spielt Jade

Jade wird Quinns neue Frau. Sie wuchs in Quinns Haus auf, und mit Anfang 20 ist Jade eine bildschöne junge Frau geworden. Hinter ihrem betörenden Äußeren verbirgt sich allerdings großer Ehrgeiz und eine besondere Hartnäckigkeit, besonders wenn es darum geht, das Verhältnis von Quinn zu seiner ersten Frau Lydia zu stören. Als Quinn einmal das Fort verlässt, nutzt Jade die Chance zu beweisen, welche Fähigkeiten sie besitzt und trainiert die Clipper auf eigene Faust.
M.K.
M.K., der von Sunny vor Söldnern gerettet wurde, ist ein Junge, den Quinn in seinem Reich aufnimmt, das als Fort bezeichnet wird. Auch wenn es nicht so wirkt, ist M.K. alles andere als ein durchschnittlicher Teenager, denn in ihm lauern dunkle Kräfte, die aber nur erweckt werden, wenn seine Haut verletzt wird. Auch wenn die Kräfte von M.K. schier unaufhaltsam zunehmen, lässt er sich von Sunny in Kampfkünsten ausbilden. Zwar versucht M.K., seine Kräfte vor anderen Menschen geheim zu halten, doch Sunny spürt, noch bevor er sich ihm gegenüber öffnet, dass mit dem Jungen etwas nicht stimmt. Ihre Bindung wird enger, als M.K. Sunnys Leben rettet. Sunny hilft M.K., die dunkle Macht in sich zu kontrollieren und für Kämpfe nutzbar zu machen. Es gibt jedoch einen Menschen, der seine Schwächen kennt: die Witwe. Dieser hatte M.K. vor seiner Rettung durch Sunny ein geheimnisvolles Buch gestohlen und wird daher von ihr und ihrer Armee gejagt. Die Witwe hatte allerdings Teile des Buches zuvor übersetzt, und darin war zu lesen, dass M.K. jedes Mal an Lebenskraft verliert, wenn er sich verletzt.
Minerva / Die Witwe

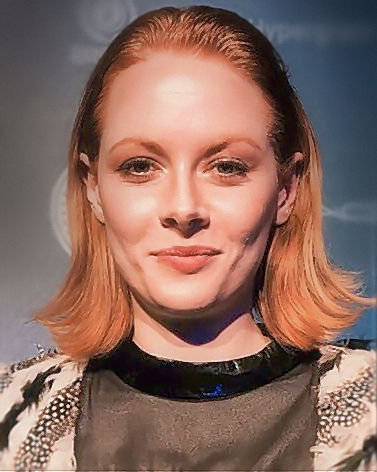
Emily Beecham spielt die Witwe

Die Witwe ist die neueste Baronin der Badlands, und es wird gemunkelt, sie habe ihren Mann umgebracht. Sie ist eine brillante Kampfkünstlerin und hat sich einen blauflügeligen Schmetterling als herrschaftliches Symbol zugelegt. Die Witwe konnte in kürzester Zeit eine Garde von jungen Kriegerinnen, die Schmetterlinge genannt werden, um sich scharen, und behandelt diese wie eine Mutter, hat sie gelehrt wie man kämpft und hat ihnen Selbstvertrauen gegeben. Äußerst ambitioniert versucht sie eine dreiste Kampagne gegen den mächtigen Quinn und glaubt dabei, dass M.K. der Schlüssel zum Erfolg sein könnte, ohne anfänglich zu wissen, dass sich dieser in dessen Obhut befindet.
Ryder

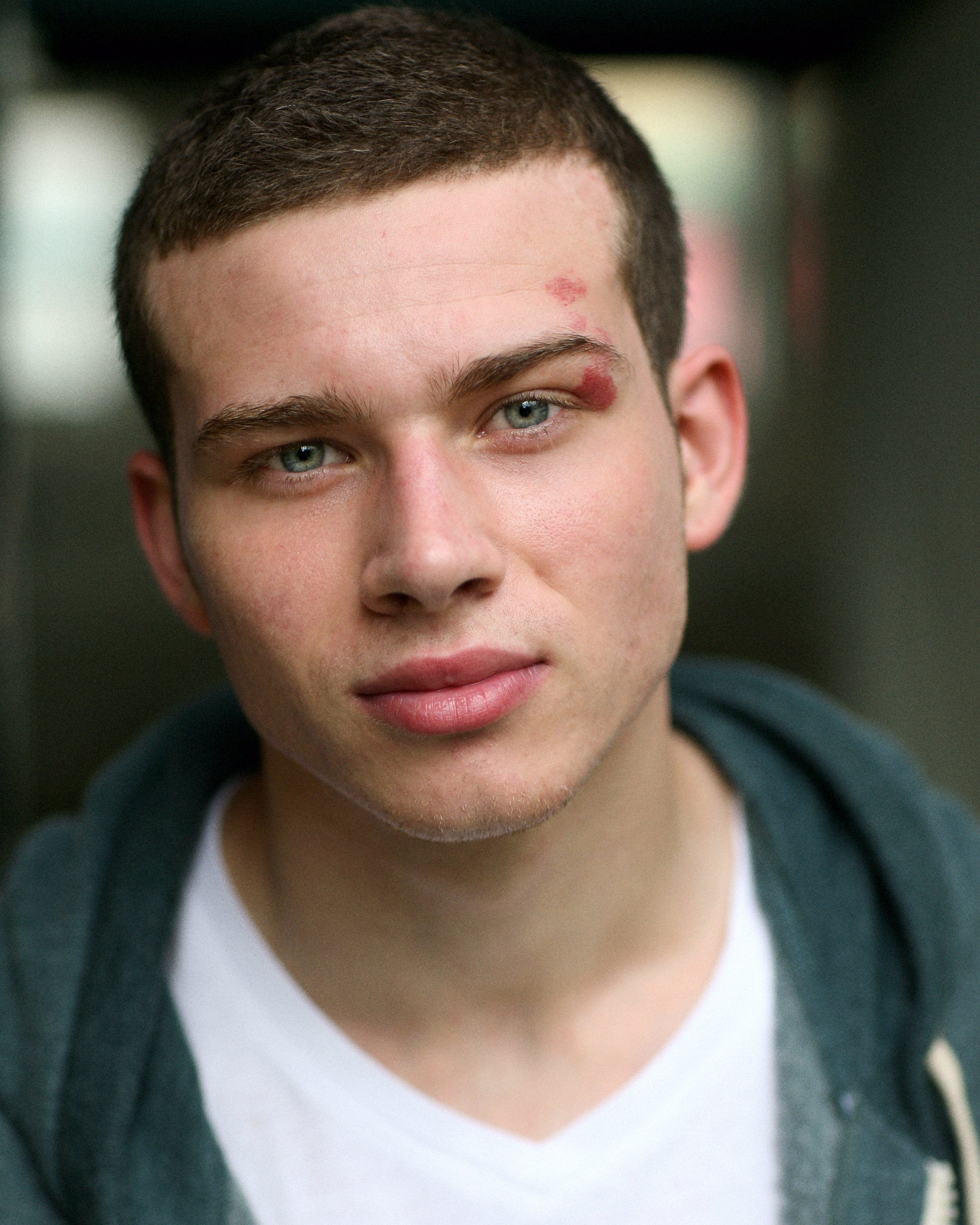
Oliver Stark spielt Ryder

Ryder ist Quinns einziger Sohn und Erbe. Er wurde als Kind entführt und ist impulsiv und arrogant. Quinn hat Ryders Fähigkeiten immer an denen von Sunny gemessen, und Ryder weiß, dass er die Erwartungen seines Vaters nicht erfüllt hat.
Veil
Veil ist Ärztin und führt eine heimliche Beziehung mit Sunny. Sie hat sich auf die Herstellung von Prothesen spezialisiert.
Tilda
Durch ihre Ausbildung bei der Witwe hat sich die 16-jährige Tilda zu einer fähigen und selbstbewussten Killerin entwickelt. Tilda ist der Baronin in tiefster Dankbarkeit verbunden, weil sie sie einst vor einem Missbrauch bewahrte, sie hat aber auch ihren eigenen Willen und ihre eigenen moralischen Vorstellungen. Tilda entwickelt Gefühle für M.K., als sie diesen eines Tages aus einer Bärenfalle befreit. In dieser Situation verrät sie ihm die Geheimnisse, die das gestohlene Buch über seine Schwächen preisgegeben hat. Bald wird Tilda von Sunny entführt, der so einen Angriff der Witwe auf das Fort provozieren will.
Quinn

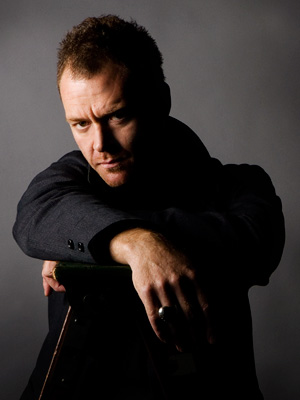
Marton Csokas spielt Quinn

Quinn ist der mächtigste Baron der Badlands. Er ist nicht nur klug und charmant, sondern auch rücksichtslos und äußerst rätselhaft.
Als ehemaliger Clipper erarbeitete sich Quinn seine Position auf die altmodische Art und Weise: Er tötete den alten Baron, der ihn ausgebildet hatte. Angesichts dieses Vorgehens ist es nicht verwunderlich, dass Quinn keine Kosten scheut, damit seine Clippers zufrieden sind und sie die größte und am besten ausgebildete Armee der Badlands bleiben. Drei Jahrzehnte lang konnte er die anderen Barone ausmanövrieren und die Oberhand behalten, doch Quinn ist nicht mehr der Jüngste, und sein Einfluss schwindet. Besonders die aufstrebende Witwe bringt ihn mehr und mehr in Bedrängnis. Diese versucht, seine Transporte und damit auch zunehmenden Einfluss an sich zu reißen. Die Verzweiflung darüber, die Kontrolle zu verlieren, macht Quinn jedoch noch gefährlicher für seine Gegner.

## Besetzung und Synchronisation
Für eine der Hauptrollen der Serie konnte Daniel Wu gewonnen werden, der zuvor in den Hongkong-Filmen Enter the Phoenix (2004) und Hongkong Crime Scene (2005), im Film Der Ruf des Kaisers (2006), im Yakuza-Film Stadt der Gewalt (2009), aber auch in Filmen wie Tai Chi Zero (2012) und The Man with the Iron Fists (2012) Erfahrungen in Martial-Arts- und Wǔxiá-Filmen und damit der Verfilmung chinesischer Sagen sammelte. Der als Kinderdarsteller durch eine Rolle im dystopischen Film Ender’s Game (2013) bekanntgewordene Aramis Knight übernahm die Rolle seines mysteriösen Schützlings M.K. Die Rolle des Baron Quinn wurde mit Marton Csokas besetzt. Der Schauspieler, der durch seine Gastauftritte in anderen Fantasy-Serien wie Xena, Herkules oder Beastmaster bekannt wurde, war bereits im Film Königreich der Himmel (2005) als der Tempelritter Guy de Lusignan und späterer König mit einem Schwert kämpfend zu sehen, seiner bevorzugten Waffe in der Serie.
Im August 2016 wurde bekannt, dass Nick Frost ab Staffel 2 der Serie in der Rolle von Bajie, einem Mann mit fragwürdiger Moral, als neue Hauptfigur zu sehen sein wird. Die Rolle basiert, wie die gesamte Serie selbst, auf der Figur Zhu Bajie aus der Vorlage Die Reise nach Westen.
In Staffel 3 kehrt Sherman Augustus als Nathaniel Moon zurück, der Ex-Regent, der seine Hand im Kampf mit Sunny verloren hat. Babou Ceesay spielt Pilgrim, einen Kriegsherren, der ein mysteriöses Artefakt aus den Händen von Azra holen möchte, das die Machtverhältnisse in den Badlands verändern könnte. Ella-Rae Smith spielt Nix, eine Jugendliche, die Pilgrim wie ein eigenes Kind liebt und deren dunklen Kräfte er nutzt, um seinen Willen durchzusetzen. Dean-Charles Chapman spielt Castor, Nix’ engster Freund, und Lewis Tan ist in der Rolle von Gaius Chau zu sehen, der von seiner älteren Schwester Baronin Juliet Chau, gespielt von Eleanor Matsuura, eingekerkert wurde, weil er ihre Sklaven befreit hatte.
Die deutsche Synchronisation der Serie wurde von der SDI Media Germany GmbH, Berlin durchgeführt. Die Dialogregie führte Benjamin Teichmann.

### Hauptdarsteller
| Schauspieler       | Rolle               | Hauptrolle (Episoden) | Nebenrolle (Episoden) | Synchronsprecher |
| ------------------ | ------------------- | --------------------- | --------------------- | ---------------- |
| Daniel Wu          | Sunny               | 1.01–3.16             |                       | Jaron Löwenberg  |
| Orla Brady         | Lydia               | 1.01–3.15             |                       | Bettina Weiß     |
| Sarah Bolger       | Jade                | 1.01–2.07             |                       | Esra Vural       |
| Aramis Knight      | M.K.                | 1.01–3.16             |                       | Nicolás Artajo   |
| Emily Beecham      | Minerva / Die Witwe | 1.01–3.16             |                       | Anne Helm        |
| Oliver Stark       | Ryder               | 1.01–2.08             |                       | Sebastian Schulz |
| Madeleine Mantock  | Veil                | 1.01–2.10             |                       | Julia Kaufmann   |
| Ally Ioannides     | Tilda               | 1.01–3.16             |                       | Jodie Blank      |
| Marton Csokas      | Quinn               | 1.01–2.10             |                       | Jörg Hengstler   |
| Nick Frost         | Bajie               | 2.01–3.16             |                       | Olaf Reichmann   |
| Lorraine Toussaint | Cressida            | 3.01–3.16             |                       |                  |
| Babou Ceesay       | Pilgrim             | 3.01–3.16             |                       |                  |
| Ella-Rae Smith     | Nix                 | 3.01–3.15             |                       |                  |
| Sherman Augustus   | Nathaniel Moon      | 3.01–3.16             | 2.03                  | Roman Kretschmer |

### Nebendarsteller
| Schauspieler         | Rolle               | Nebenrolle (Episoden)                        | Synchronsprecher |
| -------------------- | ------------------- | -------------------------------------------- | ---------------- |
| Yohance Myles        | Ringo               | 1.01, 1.03                                   |                  |
| Benjamin Papac       | Bale                | 1.01–1.05                                    |                  |
| Heighlen Boyd        | Esta                | 1.01–1.05                                    | Laura Landauer   |
| Teressa Liane        | Angelica            | 1.01–1.03                                    |                  |
| Mike Seal            | Petri               | 1.01–1.06                                    |                  |
| Ruby Lou Smith       | Valentine           | 1.01, 1.03                                   |                  |
| Jerri Tubbs          | Mari                | 1.01, 1.03–1.04                              | Ilka Teichmüller |
| Stephen Lang         | Waldo               | 1.02–1.06, 2.02–2.06, 2.09–2.10, 3.04        |                  |
| Ellen Hollman        | Zypher              | 1.03–1.04, 1.06                              |                  |
| Edi Gathegi          | Baron Jacobee       | 1.04, 1.06                                   |                  |
| Lance E. Nichols     | River King          | 1.04, 1.06, 3.06–3.07                        |                  |
| Lance Henriksen      | Penrith             | 1.05–1.06, 2.02                              | Jürgen Kluckert  |
| Cung Le              | Cyan                | 1.06–2.01, 2.03, 2.06                        |                  |
| Chipo Chung          | Die Meisterin       | 2.01–2.03, 2.05, 2.07, 3.03, 3.08–3.14, 3.16 |                  |
| Eve Connolly         | Ava                 | 2.01–2.03, 2.05–2.06                         |                  |
| Maddison Jaizani     | Odessa              | 2.01, 2.04, 2.06, 2.08–3.01, 3.03–3.06, 3.15 |                  |
| Stephen Walters      | Der Ingenieur       | 2.01–2.02                                    |                  |
| Karl Shiels          | Declan              | 2.02–2.06, 2.10                              |                  |
| Eleanor Matsuura     | Baronin Juliet Chau | 2.04, 2.08, 3.04–3.05, 3.08, 3.12            |                  |
| Ivo Canelas          | Baron Rojas         | 2.04                                         |                  |
| Alan Wai             | Baron Hassan        | 2.04, 2.08                                   |                  |
| Dean-Charles Chapman | Castor              | 3.01–3.02, 3.04–3.07, 3.11                   |                  |
| George Sear          | Arthur              | 3.03–3.04, 3.07                              |                  |
| Tamsin Topolski      | Wren                | 3.03, 3.07                                   |                  |
| Lewis Tan            | Gaius Chau          | 3.04–3.05, 3.07–3.16                         |                  |
| Wayne Gordon         | Otto                | 3.05–3.06, 3.08                              |                  |
| Clare Higgins        | Ankara              | 3.05, 3.11–3.13                              |                  |
| Sophia Di Martino    | Lily                | 3.06–3.07                                    |                  |
| Francis Magee        | Magnus              | 3.11–3.13, 3.15                              |                  |
| Thom Ashley          | Eli                 | 3.12, 3.14–3.16                              |                  |
| Eugenia Yuan         | Kannin              | 3.13–3.16                                    |                  |

## Produktion

### Stab
AMC engagierte als Drehbuchautoren das Erfolgsduo Alfred Gough und Miles Millar, die zuvor nicht nur für die mit Kampfszenen gespickten Filmkomödien Shang-High Noon (2000) und Shanghai Knights (2003), sondern später auch für die Filme Ich bin Nummer Vier und Die Mumie: Das Grabmal des Drachenkaisers und an den Fernsehserien Smallville und Charlie’s Angels zusammengearbeitet hatten. Der Produzent und Co-Regisseur der Serie Stephen Fung und der Koordinator der Kampfszenen des Films, Master Dee Dee, investierten vor Drehbeginn zwei Wochen in ein Martial Arts Boot Camp, einem speziellen Training für die Darsteller.
Im Juni 2016 wurde bekannt, dass die Drehbuchautorin LaToya Morgan die angekündigte zweite Staffel von Into the Badlands begleiten wird. Bei einer Folge der dritten Staffel gibt Kristy Lowrey ihr Debüt als Drehbuchautorin.

### Dreharbeiten und Musik

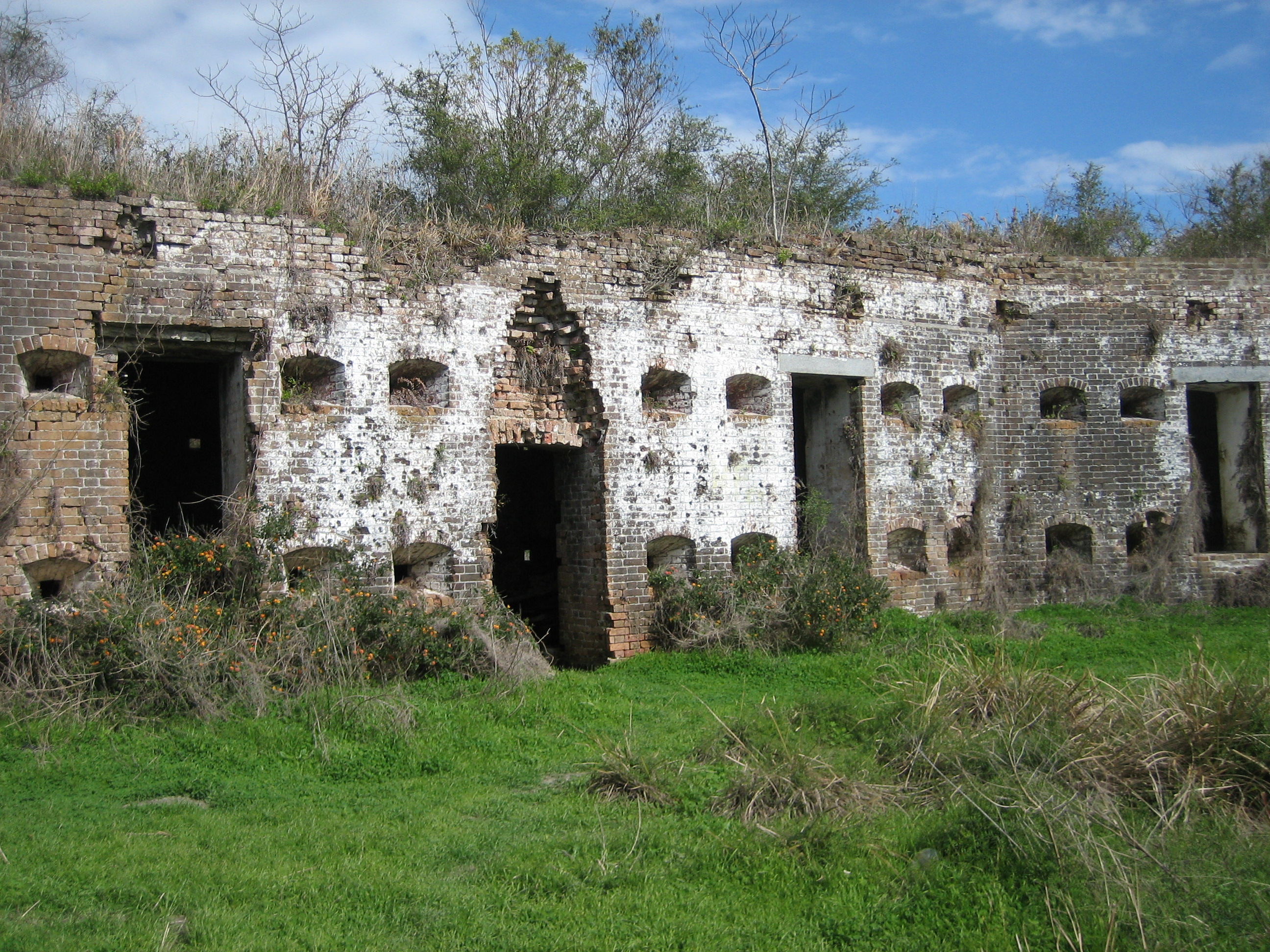
Einer der Drehorte der ersten Staffel: die Ruinen des Fort Macomb, Louisiana

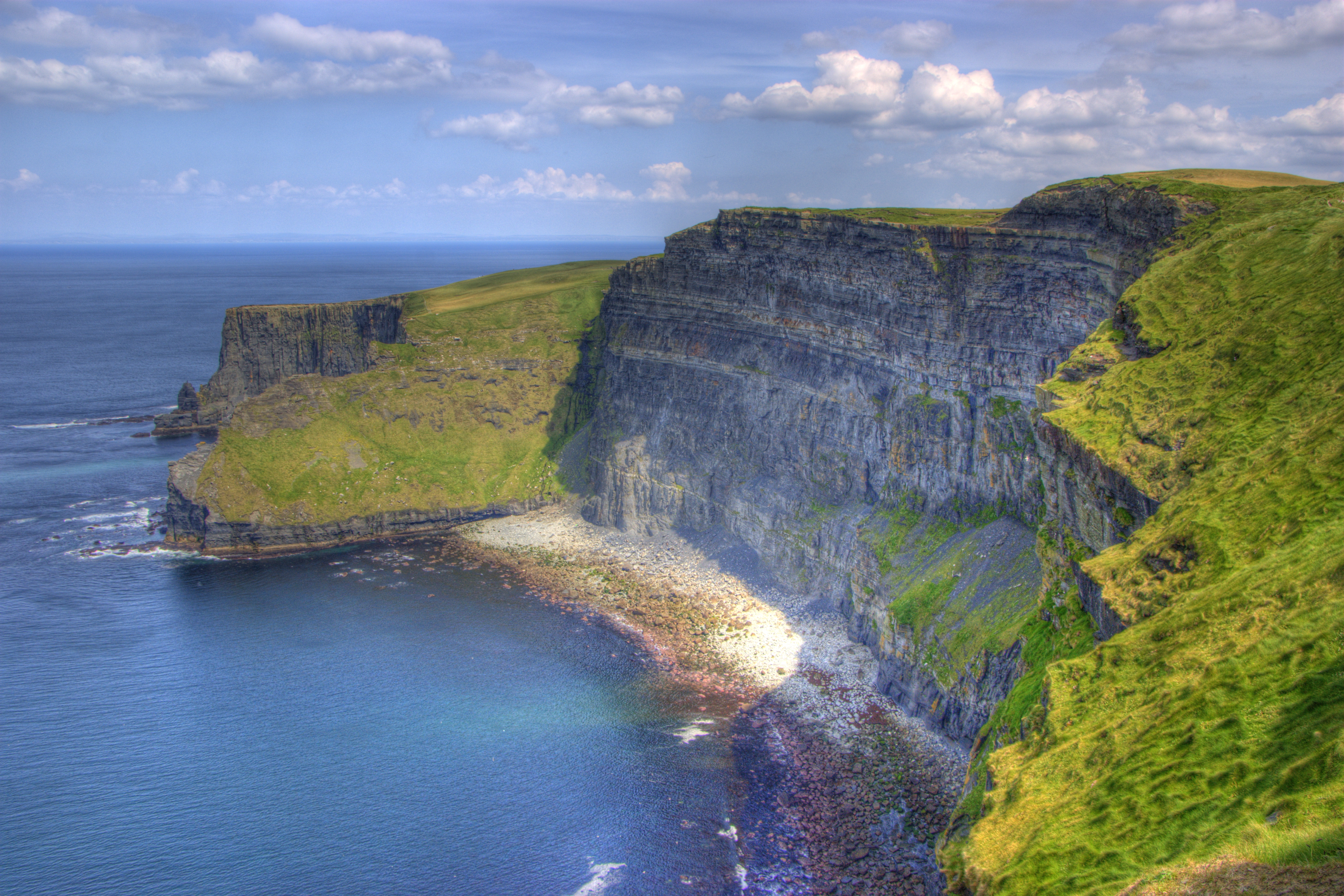
Ein Drehort der zweiten Staffel: die Cliffs of Moher in Irland

Die Dreharbeiten der ersten Staffel fanden in New Orleans und im nahegelegenen ehemaligen Militärstützpunkt Fort Macomb im US-Bundesstaat Louisiana statt. Wie im Juli 2016 bekannt wurde, sollen in der zweiten Staffel die irische Hauptstadt Dublin und die Hafenstadt Wicklow als Kulisse dienen, voraussichtlich für die sagenumwobene Stadt Azra außerhalb der Badlands, in die M.K. am Ende der ersten Staffel verschleppt wurde. Die dortigen Dreharbeiten sollen ab August 2016 über 16 Wochen hinweg stattgefunden haben. Letzte Aufnahmen dort erfolgten in der Gegend um die Cliffs of Moher, Steilklippen an der Südwestküste Irlands. Dort waren in der Vergangenheit bereits Aufnahmen für Filme wie Harry Potter und der Halbblutprinz und Die Braut des Prinzen entstanden. Ursprünglich war geplant, die zweite Staffel in Neuseeland zu drehen.
Die Titelmusik für die erste Staffel der Serie wurde von David Shephard komponiert. Mit Beginn der zweiten Staffel arbeitete auch Trevor Yuile an der Musik zur Serie. Ein Soundtrack mit Shephards Musik, der insgesamt 26 Stücke umfasst, soll am 20. August 2018 von Varese Sarabande veröffentlicht werden.

### Ausstrahlung und Verwertung
In den USA wurde die erste Staffel vom 15. November bis zum 20. Dezember 2015 beim Sender AMC gezeigt. Zwei Tage nach der US-Ausstrahlung wurde die jeweils neue Folge in Originalsprache, wahlweise mit Untertitel, bei Amazon Prime veröffentlicht. Die deutschsprachige Synchronfassung folgte am 5. Februar 2016 und ist bei Amazon Prime verfügbar.  Ab 13. November 2016 erfolgte die Ausstrahlung der ersten Staffel bei RTL II im deutschen Free-TV.
Nachdem Anfang März 2016 bekannt geworden war, dass AMC die Serie um eine zehnteilige zweite Staffel verlängert, machte der Sender kurz später Details zur Handlung der Fortsetzung bekannt. Voraussichtlich wird die zweite Staffel im Frühjahr 2017 erstmals ausgestrahlt werden. Im November 2016 veröffentlichte AMC einen ersten Teaser zur zweiten Staffel. Mit der Auftaktfolge Tiger Pushes Mountain wird die zweite Staffel seit 19. März 2017 gezeigt.
Im April 2017 wurde die Produktion einer 16-teiligen dritten Staffel angekündigt, die ab 22. April 2018 erstmals ausgestrahlt wurde. Auch diese wurde in Irland gedreht, unter anderem wieder in Dublin.

### Resonanz
Mit durchschnittlich 5,6 Millionen Zuschauern je Episode erreichte die Serie die dritthöchste Einschaltquote in der Geschichte des US-amerikanischen Kabelfernsehens, nach anderen Angaben waren es im Schnitt nur 5,3 Millionen Zuschauer. Insgesamt wurde die erste Staffel der Serie in 125 Ländern ausgestrahlt.

## Rezeption

### Kritiken
Von den bei Rotten Tomatoes aufgeführten Kritiken sind 84 Prozent positiv.
Das Film- und Serienportal moviejones erklärte zur Serie nach ihrem US-Start: Into the Badlands ist ganz sicher Geschmacksache, so manchem könnte der Trashfaktor nicht gefallen. Doch wer einfach eine coole fantasievolle Martial-Arts-Serie sehen will ohne groß nach Logik zu fragen oder zu viel Tiefgang zu erwarten, wird seinen Spaß daran haben. Kultpotenzial ist auf jeden Fall vorhanden.
Die Variety-Chef-TV-Kritikerin Maureen Ryan urteilte im November 2015: Insgesamt ist ‚Into the Badlands‘ eine willkommene Ergänzung der Fernseh-Szene […] Dieses erfreuliche Drama trifft sein Ziel mit bewundernswerter Kraft.

### Auszeichnungen
Satellite Awards 2015
- Nominierung als Beste Genre-Serie[40]

Saturn-Award-Verleihung 2018
- Nominierung als Best Action/Thriller Television Series[41]

Irish Film and Television Academy’s Film and Drama Awards 2018
- Nominierung für das Beste Szenenbild (Stephen Daly)
- Nominierung für den Besten Ton (Karl Merren und Brendan Deasy)
- Auszeichnung in der Kategorie Best Make-Up & Hair (Clare Lambe und Sevlene Roddy)[42]

## Episodenliste

### Staffel 1
| Nr. (ges.) | Nr. (St.) | Deutscher Titel                   | Originaltitel             | Erstausstrahlung USA | Deutschsprachige Erstveröffentlichung (D/A) | Regie        | Drehbuch                    | Zuschauer (USA) |
| --- | --------- | --------------------------------- | ------------------------- | -------------------- | ------------------------------------------- | ------------ | --------------------------- | --------------- |
| 1 | 1         | Das Fort                          | The Fort                  | 15. Nov. 2015        | 5. Feb. 2016                                | David Dobkin | Alfred Gough & Miles Millar | 6,39 Mio.       |
| Sunny, der Regent von Quinn, der als mächtigster Baron der Badlands gilt, macht sich entlang der Mohnfelder auf seinem Motorrad auf die Suche nach Räubern, die einen Transport seines Herren überfallen haben. Er trifft auf eine Gruppe wegelagernder Nomaden, die er im Kampf alle tötet. In einer Kiste findet er eingesperrt einen Jungen. M.K., so dessen Name, ist der einzig Überlebende eines Massakers, das die Wegelagerer in einem Dorf angerichtet haben. Sunny nimmt den Jungen mit in das Fort, wo er im Auftrag seines Barons junge Männer, die als Colts bezeichnet werden, zu Clippern ausbildet. Sunny glaubt, dass M.K. dort länger überleben wird als alleine in den Badlands. Quinn hat die größte Clipper-Armee der Badlands. Die Clipper haben bei Quinn alle Freiheiten der Welt. Sie erhalten Waffen, Frauen und Mahlzeiten. Ihre Loyalität gehört als Gegenleistung dann jedoch ausschließlich ihrem Baron. Sunnys Loyalität gegenüber Quinn war immer sehr groß, wie seine Tätowierungen zeigen. Jeder Strich steht für einen getöteten Menschen, und Sunny hat 404 davon. Von den als Cogs bezeichneten Sklaven lässt Quinn auf seinen Ländereien Mohn anbauen, denn jeder Baron der Badlands verwaltet eine andere Ressource. Der Mohn kann aber nur durch das Öl aus den Ölfeldern der Witwe, einer Baronin der Badlands, verarbeitet werden. Sie stellt aber auch eine Gefahr für ihn dar, denn Quinn hat erkannt, dass die Witwe für einige Überfälle auf seine Transporte in letzter Zeit verantwortlich war. Der Baron will von M.K. wissen, warum die Witwe, die die Nomaden mit seiner Gefangennahme beauftragte, so interessiert an ihm ist, aber M.K. gibt darauf keine Antwort. Quinn hat alle Barone zu seiner Hochzeit mit der jungen Jade eingeladen und seine erste Frau Lydia kümmert sich um die Hochzeitsvorbereitungen. Lydia glaubt, dass Quinns Verstand und Herz noch immer ihr gehören und er auf die Fähigkeiten des gemeinsamen Sohnes Ryder vertraut. Quinn seinerseits glaubt, dass Ryder nicht sein Nachfolger werden könne, da er dieser Aufgabe nicht gewachsen scheine und auch nicht gut kämpfen könne. Sunny und Veil erwarten ein Kind, doch der Kodex der Clipper besagt, dass sie keine Familie haben dürfen, und ein Verstoß würde die Todesstrafe bedeuten. Als M.K. von einem der Colts angegriffen wird, zeigt sich, dass der Junge über besondere Kräfte verfügt. Seine Augen werden schwarz und er besiegt den Angreifer ganz leicht. Sunny beobachtet die Szene und spricht ihn darauf an, als er in der Baracke aus seiner Bewusstlosigkeit erwacht, in der er den Jungen untergebracht hat. M.K. erklärt ihm, dass er auch nicht weiß, woher diese Kräfte stammen, er habe jedoch gemeinsam mit seiner Mutter nach einem Heiler gesucht, der ihnen helfen kann. Da Sunny und Veil die Badlands nicht verlassen können und M.K. einen Weg hinaus zu kennen scheint, wittert der Regent eine Möglichkeit, zu entkommen. Zudem erkennt Sunny nur wenig später durch einen überraschenden Besuch der Witwe im Fort, die auf der Suche nach dem Jungen ist, dass M.K. etwas ganz Besonderes zu sein scheint. M.K.s Amulett, das zwischenzeitlich Ryder an sich genommen hat, ist das letzte Erinnerungsstück an seine Mutter. Als er versucht, sich dieses zurückzuholen, wird er von diesem erwischt und soll zur Strafe hingerichtet werden. M.K. soll seine letzte Nacht in einer Zelle verbringen, Sunny ermöglicht ihm jedoch die Flucht. |           |                                   |                           |                      |                                             |              |                             |                 |
| 2 | 2         | Faust aus Stahl                   | Fist Like a Bullet        | 22. Nov. 2015        | 5. Feb. 2016                                | David Dobkin | Alfred Gough & Miles Millar | 4,83 Mio.       |
| Die Witwe, die früher Minerva hieß, besucht in einem Club ihren früheren Regent, um ihm ihren Plan gegen Quinn zu erklären. Hier wird sie von Männern angegriffen, die Ryder beauftragt hat. Ihr früherer Regent wird hierbei getötet, doch die Witwe bringt alle Angreifer zur Strecke. In einem Wald trifft der von Sunny aus seiner Zelle befreite M.K. bei seiner Flucht vor Quinns Clippern auf Tilda, die ihn zu ihrer Mutter führt: Es handelt sich um die Witwe. Quinn erkennt unterdessen, dass es einen Verräter in seinen Reihen gibt, doch er weiß nicht, dass es Sunny war, der M.K. freigelassen hat. Die Witwe versucht, einen Nomadenanführer in ihrem Kampf gegen Quinn auf ihre Seite zu ziehen. Nach einem Kampf einer seiner Gefolgsleute gegen Tilda, den diese mit Leichtigkeit gewinnt, stimmt der Nomadenanführer zu. Bei einem Besuch bei seinem Arzt erfährt Quinn, dass er einen Tumor hat und nicht mehr lange leben wird. Um dieses Wissens willen tötet er den Arzt und dessen Frau, weil er Gefahr läuft, sollte dies bekannt werden, alles zu verlieren, was er sich aufgebaut hat. Sunny hatte deren Tötung nicht ausführen wollen, denn der Arzt und seine Frau waren die Adoptiveltern von Veil. Sunny sucht Rat bei Waldo, der ihm sagt, dass er nicht vor sich selbst und auch nicht vor Quinn davonlaufen kann. Die Witwe, die nach dem Jungen mit den besonderen Fähigkeiten sucht, will M.K. testen und beauftragt Tilda, ihn zu verletzen, damit er seine Kräfte preisgibt. Sie will den Jungen, sollte es sich um den Gesuchten mit der Gabe handeln, ausbilden, um ihn gegen die anderen Barone kämpfen zu lassen. Durch einen Trick täuschen die beiden die Witwe und sie glaubt nun, dass M.K. nicht der Junge ist, nach dem sie sucht. Ryder erfährt von einer Prostituierten, wo sich das Opium befindet, das die Nomaden seinem Vater gestohlen haben, und er begibt sich gemeinsam mit Sunny zu der alten Turbinenfabrik. Dort geraten sie in einen Hinterhalt. Sie werden von einer Gruppe der Nomaden angegriffen und Sunny wird fast getötet. M.K. jedoch, der zufälligerweise von den Nomaden hierher verschleppt wurde, nachdem die Witwe ihr Interesse an dem Jungen verloren hatte, rettet ihm im letzten Moment das Leben. Sunny will M.K. ausbilden und ihm beibringen, seine unkontrollierbar erscheinenden Kräfte zu beherrschen. Er bringt ihn zurück zu Quinn und bittet ihn um seine Einwilligung, M.K. als seinen persönlichen Clipper ausbilden zu dürfen. Quinn willigt ein, weil M.K. nicht nur das Leben seines Regents, sondern damit auch das seines Sohnes Ryder gerettet hat. |           |                                   |                           |                      |                                             |              |                             |                 |
| 3 | 3         | Der Storch breitet die Flügel aus | White Stork Spreads Wings | 29. Nov. 2015        | 5. Feb. 2016                                | David Dobkin | Alfred Gough & Miles Millar | 5,17 Mio.       |
| Quinn überfällt mit Sunny und den anderen Clippern den Palast der Witwe, nachdem er herausgefunden hat, dass diese für einen Angriff der Nomaden auf seinen Regent und seinen Sohn Ryder in der Turbinenfabrik verantwortlich ist. Hierbei entwendet M.K. ein Buch, das er bereits bei seinem ersten Besuch im Palast der Witwe gesehen hatte. Sunny kann die Witwe zwar nicht besiegen, aber zumindest aus dem Haus vertreiben, und nach diesem Akt der Vergeltung annektiert Quinn die Ölfelder der Witwe. Jade sucht Veil auf, die sie bereits seit Kindertagen kennt und Ryder heilen soll, auch wenn dessen Mutter Lydia dagegen ist. Veil kann Ryder helfen und den Druck, der durch seine Gehirnschwellung entstanden ist, senken. Sunny und M.K. statten unterdessen Waldo einen Besuch ab. Im Kampf gegen den im Rollstuhl sitzenden ehemaligen Regent soll M.K., der unbedingt zum Clipper ausgebildet werden möchte, beweisen, ob er eine Ausbildung wert ist. M.K. unterliegt dem nur scheinbar unterlegenen Waldo im Kampf haushoch. Bei einem Treffen mit Ringo, dem Tätowierer, der seine Strichliste von Getöteten pflegt, erklärt Sunny, dass er es satt ist, Menschen zu töten. Gemeinsam mit M.K. sucht Sunny in Quinns Auftrag die Prostituierte Angelica auf, durch die Ryder von dem Lager erfahren hatte, in dem das gestohlene Opium gelagert gewesen sein soll. Sunny wird verletzt und sie suchen Veil auf. Weil die anderen Barone die Annexion der Ölfelder der Witwe durch Quinn als Verstoß gegen das Gründungsabkommen deuten, versucht der Baron seine Beziehung mit Jacobee, einem anderen Baron, der ihn in diesen Zeiten am wenigsten hasst, aufzufrischen, um mit diesem eine Allianz zu gründen. Sunny trifft sich mit Zypher, der Regentin von Jacobee, doch diese versucht ihn zu überzeugen, dass es das Beste wäre, Quinn zu töten, damit der Friede in den Badlands nicht in Gefahr gerät. M.K. sucht Veil und zeigt ihr das Buch, das er der Witwe entwendet hat, und bittet sie, es für ihn zu lesen. Jedoch ist sie mit der Sprache, in der das Buch verfasst ist, nicht vertraut. |           |                                   |                           |                      |                                             |              |                             |                 |
| 4 | 4         | Zwei Tiger bändigen den Drachen   | Two Tigers Subdue Dragons | 6. Dez. 2015         | 5. Feb. 2016                                | Guy Ferland  | Alfred Gough & Miles Millar | 2,42 Mio.       |
| M.K. nimmt eifrig am Training der Colts Teil und seine Techniken verbessern sich. Quinn ist nach vielen Verlusten in den vergangenen Tagen nicht mehr sicher, ob ihn seine Clipper schützen können, doch sein Regent Sunny versichert ihm, alles unter Kontrolle zu haben. Die Witwe erwartet neue Rekruten. Als sie die Skepsis ihrer Tochter Tilda spürt, erinnert sie sie an ihren Vater, der sie in Kindertagen missbraucht hatte. Jade, die nie eine Mutter hatte, glaubt, dass sie und Lydia, die nie eine Tochter hatte, sich auf einer freundschaftlichen Ebene begegnen können, doch sie findet auch heraus, dass Quinns zweite Frau Beatrix wohl von Lydia vergiftet wurde. Sunny verletzt M.K., um zu sehen, ob er seine Kräfte nicht irgendwie kontrollieren kann, doch es gelingt ihm nicht. Er gibt ihm den Tipp, sich beim nächsten Mal, wenn er verletzt wird, auf etwas Inneres und Pures zu konzentrieren. Sunny glaubt, dass Quinn den Verstand verliert, weil er die Badlands in einen Krieg führen will. Ryder trifft sich mit Jacobees Regentin und vereinbart ein Treffen der beiden Barone. Auf einem Friedhof in der City of the Dead sprechen Quinn und Jacobee über die Vorfälle der letzten Wochen. Während der Unterredung befindet sich Tilda in ihrer Nähe, die versucht, Quinn zu töten. M.K., der die Szene ebenfalls beobachtet, warnt die Versammlung, und Sunny kann Quinn retten. Schnell erkennt Sunny, in welche Situation sie geraten sind, wer sie in diese gebracht hat und warnt Quinn und Jacobee, dass der Streit von der Witwe eingefädelt wurde. Als M.K. von Tilda verletzt wird, als er diese verfolgt, erinnert er sich an Sunnys Worte und kann erstmals seine Kräfte kontrolliert zum Einsatz bringen. Bei ihrer Rückkehr in das Fort finden sie dort einige tote Clipper und Cogs auf den Mohnfeldern vor. Die anderen, so eine Augenzeugin, habe man mit Gold weggelockt. Der beim Überfall auf Quinns Fort entführte Ryder bespricht mit der Witwe und Zypher die Pläne gegen seinen Vater, mit dem Ziel, so selbst Baron zu werden. Dafür will die Witwe im Gegenzug M.K.s Herausgabe, von dessen Fähigkeiten sie nun doch überzeugt ist. Sunny besucht den Riverking, der ihm eine sichere Überfahrt, die hinaus aus den Badlands führt, garantiert, wenn er ihm einen Jungen aushändigt, der bei einem Transport von Cogs keinen lebendig zurückließ. Der Riverking zeigt ihm ein Bild dieses Jungen: Es handelt sich um M.K. |           |                                   |                           |                      |                                             |              |                             |                 |
| 5 | 5         | Die Schlange verkriecht sich      | Snake Creeps Down         | 13. Dez. 2015        | 5. Feb. 2016                                | Guy Ferland  | Alfred Gough & Miles Millar | 2,21 Mio.       |
| Sunny spürt, dass die Zeit drängt, die Badlands zu verlassen und sich auf den Weg nach Azra zu machen, denn Veil kann ihren Schwangerschaftsbauch nicht mehr lange verstecken. M.K. kann sich jedoch noch immer nicht an den Weg erinnern und das Buch, das er der Witwe gestohlen hat, konnten sie auch noch nicht entschlüsseln. Allerdings bemerkt Sunny, dass sich in der Mitte des Buches eine leere Vertiefung befindet, in die sein Kompass hineinpasst. Da die Witwe beim letzten Besuch von Quinns Fort dessen Cogs mitgenommen hat, muss Jade den Clippern zeigen, wie man den Mohn beschneidet, damit die Opiumernte nicht verloren geht. Diese Arbeit hat sie in ihrer Jugend selbst verrichtet. Auch Lydia hilft bei der Ernte, die dadurch nicht nur Respekt vor den Mohnarbeitern bekommt, sondern auch Jade näher kommt. Beide wollen sich nicht weiter als Rivalinnen begegnen. Ryder besucht Waldo, um herauszufinden, auf wessen Seite dieser steht, und um etwas über das Amulett zu erfahren, das er M.K. abgenommen hat. Waldo schickt ihn zu Lydias Vater Penrith, ein Priester, der ihm von der Legende von Azra erzählt hatte, einem fernen Ort abseits der Badlands, von dem man früher den Cogs-Waisen erzählte, dass sie diesem entstammten. M.K. erklärt Tilda, dass er sich nur aufgrund des Gedankens an sie bei ihrer letzten Begegnung auf dem Friedhof konzentrieren und so seine Kräfte unter Kontrolle bringen konnte. Tilda wird zum Fort gebracht und soll in dessen Gefängnis verhört werden. Bei ihrem Befreiungsversuch wird die Witwe beinahe von Sunny im Kampf getötet, doch M.K. verletzt sich selbst, rettet mit seinen Kräften Tildas Leben und bringt hierdurch Sunny dazu, von ihrer Mutter abzulassen, wodurch die beiden fliehen können. Quinn, der zunehmend bemerkt hat, dass er Sunny nicht mehr traut, beobachtet die Szenerie. |           |                                   |                           |                      |                                             |              |                             |                 |
| 6 | 6         | Eine Hand voll Gift               | Hand of Five Poisons      | 20. Dez. 2015        | 5. Feb. 2016                                | Guy Ferland  | Alfred Gough & Miles Millar | 2,16 Mio.       |
| Sunny bringt dem River King einen Kopf und sagt, es handele sich um den des von ihm gesuchten Jungen. Veil weiß von Quinn, dass ihre Adoptiveltern durch das Schwert von Sunny getötet wurden und dieser auch bei deren Tötung anwesend war, diese jedoch nicht verhindert hat. Jade erwacht nach ihrer Vergiftung und Quinn erklärt ihr, dass er Blauen Eisenhut im doppelten Boden ihrer Schmuckschatulle gefunden hat und glaubt, dass Lydia dafür verantwortlich war. Er lässt Lydia aus dem Fort schaffen. Sie spürt, dass ihr Sohn Ryder für verschiedenen Vorfälle der letzten Tage verantwortlich ist und er, wie auch ihr Ehemann, Jade nicht loslassen kann. Quinn, der allen seinen Vertrauten gegenüber zunehmend misstrauisch wird, glaubt, dass es einen Verräter im Fort gibt. Er fühlt sich von Sunny hintergangen, verdächtigt ihn des Verrats und enthebt ihn seines Ranges. Veil wird von der Witwe entführt, deren Wunde sie nähen soll, die sie sich im Kampf gegen Sunny zugezogen hat. Quinn lässt Sunny foltern. Er will M.K., von dessen besonderen Kräften er mittlerweile weiß, zu seinem Clipper machen und hofft, dass dieser in seinem Namen viele Menschen töten wird und auch sein Rücken, wie der von Sunny, bald voll mit schwarzen Strichen ist. Lydia begibt sich zu ihrem Vater und verspricht diesem, in Zukunft einen spirituellen Weg zu gehen. Die Witwe erzählt Veil, dass sie plant, Quinn zu töten. Quinn und M.K. gehen ins Tick Tock, wo der Junge seine erste sexuelle Erfahrung mit einer Hure machen soll. Waldo befreit Sunny, outet sich ihm gegenüber als der Verräter, erzählt ihm von seiner Zusammenarbeit mit der Witwe und von dem geplanten Hinterhalt im Tick Tock auf Quinn und empfiehlt Sunny, gemeinsam mit Veil die Badlands mit dem Schiff des River Kings zu verlassen. Veil überlässt indessen Tilda die Wahl, ob sie ihrer Mutter die blaue Tinktur gibt, in der ein Heilmittel für ihre Mutter ist, oder ihr eines der anderen beiden Fläschchen gibt, in denen sich Gifte befinden. Als Quinn und M.K. zum Tick Tock kommen, spürt der Baron den Hinterhalt. Neben Jacobee und Zypher tritt auch Ryder aus dem Schatten. Quinn verletzt M.K. in der Hoffnung, so dessen Kräfte zu aktivieren. Dieser setzt die Angreifer außer Gefecht. Auch Sunny kommt zum Tick Tock, tötet Quinn und rettet M.K., nachdem dieser wieder bewusstlos geworden ist. Einige Mönche, die M.K., in dem sie ein „Kind der Dunkelheit“ erkannt haben, entführen wollen, kann Sunny jedoch nicht schlagen, denn auch diese haben besondere Kräfte. Sunny kommt auf dem Schiff des River Kings zu Bewusstsein, der von Sunnys Betrug mit M.K.s angeblichen Kopf erfahren hat und Sunny nun an den Meistbietenden außerhalb der Badlands verkaufen möchte. Auch M.K. wird von seinen Entführern aus den Badlands gebracht. |           |                                   |                           |                      |                                             |              |                             |                 |

### Staffel 2
| Nr. (ges.) | Nr. (St.) | Deutscher Titel            | Originaltitel               | Erstausstrahlung USA | Deutschsprachige Erstveröffentlichung (D/A) | Regie        | Drehbuch                                  | Zuschauer (USA) |
| --- | --------- | -------------------------- | --------------------------- | -------------------- | ------------------------------------------- | ------------ | ----------------------------------------- | --------------- |
| 7 | 1         | Ein neuer Anfang           | Tiger Pushes Mountain       | 19. März 2017        | 7. Juli 2017                                | Nick Copus   | Alfred Gough & Miles Millar               | 3,44 Mio.       |
| Sechs Monate später arbeitet Sunny als „Picker“, ein versklavter Minenarbeiter, in den Bordeaux Minen weit außerhalb der Badlands. Er ist an den Schmuggler Bajie gekettet, mit dem er sich anfreundet. Nachdem Sunny einen Arenakampf gesehen hat, in dem Picker, die ihre Quote nicht erfüllen, zur Unterhaltung der anderen getötet werden, plant er seine Flucht. Bajie besorgt ihm eine Karte der Minen und verlangt als Gegenleistung, ihn begleiten zu dürfen. Sunny nimmt die Karte an sich, lehnt aber die Begleitung ab. Infolgedessen verrät Bajie Sunnys Identität als ehemaliger Clipper an den Boss der Mine. Unterdessen vollzieht M.K. das Training bei den Mönchen unter der Anleitung von Ava. Er trifft den Meister, der ihm Freiheit verspricht, sobald er seine Fähigkeiten kontrollieren kann, und von nun an sein Training überwacht. In den Badlands ist Ryder als Nachfolger seines Vaters nun Baron und kontrolliert mit Jade die ehemaligen Territorien von Quinn, der Witwe und Jacobee. Während eines Besuches in der Ölraffinerie wird diese von der Witwe und Tilda, nun ihre Regentin, angegriffen. Ryder wird in Sicherheit gebracht und die Witwe erkämpft sich die Kontrolle über die Ölfelder zurück. Die Größe der Armee der Witwe aus ehemaligen Cogs und Prostituierten, denen sie verspricht, das feudale politische System der Badlands durch ein demokratisches zu ersetzen, nimmt stetig zu. In einem verlassenen Bahnhof gebärt Veil ihren Sohn mit der helfenden Hand von Quinn, der am leben ist. |           |                            |                             |                      |                                             |              |                                           |                 |
| 8 | 2         | Die Kraft der Adlerklaue   | Force of Eagle’s Claw       | 26. März 2017        | 7. Juli 2017                                | Nick Copus   | Matt Lambert                              | 3,41 Mio.       |
| Nachdem Bajie Sunny verraten hat, platzt sein Deal mit dem Boss der Mine. Er wird an Sunny gekettet und die beiden müssen gegen den Champion der Arena antreten. Zu ihrem Glück ist die Arena ziemlich schlecht bewacht, sodass sie durch das Ventilationssystem der Mine entkommen können, nachdem sie ihren Gegner besiegt haben. Außerhalb der Mine stoßen die beiden auf eine riesige Mauer, die sie von den Badlands trennt. Unterdessen lernt Tilda von Waldo, der nun für die Witwe arbeitet, wie sie eine richtige Regentin wird. Lydia lebt mit ihrem Vater Penrith und seiner Gemeinde in Frieden bis Nomaden eine Hochzeit unterbrechen und sie ausrauben. Lydia nimmt sich den Räubern an und tötet sie, um ihren Vater zu beschützen. Dieser verstößt sie aufgrund seiner pazifistischen Glaubensrichtung. Sie geht zu ihrem Sohn Ryder, der sie alles andere als freundlich empfängt. Der Meister schickt M.K. in den Raum der Spiegel, damit M.K. seinen inneren Dämon besiegen kann; sich selbst. Quinn zelebriert eine Bluttaufe für Veils Sohn Henry, den er als den neuen Erben der Badlands preist. |           |                            |                             |                      |                                             |              |                                           |                 |
| 9 | 3         | Silver Moon                | Red Sun, Silver Moon        | 2. Apr. 2017         | 7. Juli 2017                                | Toa Fraser   | Michael Taylor                            | 3,11 Mio.       |
| Auf der Suche nach einer Möglichkeit, die Mauer zu überqueren, finden Sunny und Bajie eine Brücke, die in die Badlands führt. Sie wird jedoch von einem Unbekannten bewacht. Dieser hilft den beiden, ihre Verfolger, die von der Mine geschickt wurden, außer Gefecht zu setzen. Sunny und Bajie finden heraus, dass es sich bei dem Fremden um den legendären Clipper Regent Nathaniel Moon handelt, der die Badlands aus gleicher Überzeugung wie Sunny verlassen hat; ein gewaltloses Leben. Die Familie, die er gegründet hat, wurde ermordet und so jagt er nun Flüchtige und kommt auf den gewaltsamen Weg zurück. Er versucht, Sunny zu überzeugen, dass sich Leute wie sie nie ändern. Währenddessen bittet die Witwe Waldo, sie beim von Ryder einberufenen Konklave zu begleiten. Sie gibt die Verantwortung an Tilda ab, solange sie weg ist. Veil verschweigt Quinn das Ausmaß seines Gehirntumors. M.K. findet heraus, dass bei den Mönchen etwas vor sich geht, als er beobachtet, wie an seinem Freund Tate experimentiert wird, um ihn seiner Fähigkeit zu berauben. Nathaniel sieht in Sunny einen würdigen Gegner für seine tausendste Tätowierung und fordert ihn zum Kampf heraus. Als Sunny ablehnt, greift Nathaniel trotzdem an. Die beiden kämpfen, aber Sunny weigert sich, ihn zu töten, nachdem Bajie Nathaniel die Hand abgeschlagen hat. Die beiden machen sich weiter auf den Weg, in die Badlands zurückzufinden.                                                                                               |           |                            |                             |                      |                                             |              |                                           |                 |
| 10 | 4         | Das Konklave               | Palm of the Iron Fox        | 9. Apr. 2017         | 7. Juli 2017                                | Toa Fraser   | Daniel C. Connolly                        | 1,57 Mio.       |
| Quinn setzt seinen Plan in die Tat um und macht sich mit seinen Clippern auf den Weg zum Konklave. Vor der mit dem Konklave verbundenen Abstimmung über das Schicksal der Witwe versucht diese, die Baronin Chau auf ihre Seite zu ziehen, indem sie ihr versichert, keinen weiteren flüchtigen Cogs Zuflucht zu gewähren. M.K. geht auf eigene Faust zurück in den Raum der Spiegel, um herauszufinden, was mit seiner Mutter geschehen ist. Dabei findet er heraus, dass er ihr Blut an seinen Händen hat. Während Quinn mit seinen Clippern unterwegs ist, bleibt Veil mit Henry unter der Aufsicht von Clipper Edgar in ihrem Versteck zurück. Sie versucht, mit ihrem Sohn zu fliehen, indem sie Edgar ein Schlafmittel verabreicht. Ihr Fluchtweg ist allerdings durch ein Gittertor versperrt. Unterdessen stimmen die fünf verbleibenden Barone beim Konklave darüber ab, wie mit der Witwe nach ihrer Annexion der Ölfelder verfahren wird. Sie wird für schuldig befunden, gegen das Gründungsabkommen verstoßen zu haben, und ihres Territoriums, Titels und den damit verbundenen Privilegien entledigt. Ihr wird 48 Stunden Zeit gegeben, die Badlands zu verlassen. Als die Witwe dem Urteil zum Trotz zum Kampf ansetzt, tritt Quinn zum Entsetzen der sechs Barone auf und lässt seine Clipper das Konklave angreifen. Er selbst verfolgt seinen Sohn Ryder, der in ein Heckenlabyrinth flüchtet, und tötet ihn. Tilda taucht beim Konklave auf und hilft Waldo und der Witwe bei ihrem Kampf für eine Welt frei von Cogs.      |           |                            |                             |                      |                                             |              |                                           |                 |
| 11 | 5         | Der Schmuggler             | Monkey Leaps Through Mist   | 16. Apr. 2017        | 7. Juli 2017                                | Paco Cabezas | LaToya Morgan                             | 1,42 Mio.       |
| Nach Ryders Tod wird Jade von ihrem Regenten Merrick zur neuen Baronin und Nachfolgerin von Ryder eingeschworen und erklärt Quinn den Krieg. Sie bittet Lydia um Hilfe, Quinn zu finden. Unter der Bedingung, dass Lydia Quinn eigenhändig töten darf, erzählt sie Jade von dem verlassenen Bahnhof, in dem sie ihren Mann vermutet. Unterdessen bringt Bajie Sunny zu Nos, dem Anführer der Mechs, um Nathaniels Schwert gegen einen Weg in die Badlands einzutauschen. Sunny erfährt von Nos, dass Quinn noch immer am leben ist. In der Nacht bittet die Prostituierte Portia Sunny, Nos zu töten, weil sie ihrer jungen Tochter Amelia ein Leben als Prostituierte ersparen möchte. Er lehnt zunächst ab, aber verhilft den beiden letztendlich doch zur Flucht, indem Bajie und er mit den beiden das Auto stehlen, das sie in die Badlands bringen sollte. Während des Trainings gelingt es M.K., von den Mönchen zu fliehen. Die Witwe ignoriert Waldos Rat, sich mit den anderen Baronen zu verbünden, um nicht alles zu verlieren, was sie sich bis dahin aufgebaut hat. Stattdessen plant sie, ein Bündnis mit Quinn einzugehen. Lydia und Jades Clipper betreten den verlassenen Bahnhof, in dem sie Quinn vermuten. Der Eingang ist vermint, sodass Lydia den Großteil ihrer Männer verliert. Während Quinn und seine Clipper auf die überraschenden Eindringlinge reagieren, findet Veil einen Weg, mit Henry vor Quinn zu fliehen, der unter Halluzinationen seines toten Sohnes leidet.                                          |           |                            |                             |                      |                                             |              |                                           |                 |
| 12 | 6         | Wie gewonnen, so zerronnen | Leopard Stalks in Snow      | 23. Apr. 2017        | 7. Juli 2017                                | Paco Cabezas | Matt Lambert                              | 1,31 Mio.       |
| Nach der Explosion vor Quinns Versteck wird Lydia von ihrem Mann gefangen genommen. Er bietet ihr die Chance, ihren Sohn zu rächen und Quinn einen Dolch durchs Herz zu stoßen. Im Gegensatz zu Ryder zögert sie nicht, wird aber von Quinn gestoppt. Die beiden küssen sich. Währenddessen führt Bajie Sunny, Portia und Amelia zu einem befreundeten Heiler. Veil findet zeitweise Zuflucht bei der Witwe, die eine unheilige Allianz mit Quinn eingeht und ihm Veil und Henry ausliefert. Tilda und Odessa kommen sich näher, nachdem Tilda ihr davon erzählt, wie es dazu kam, dass sie die Witwe „Mutter“ nennt. Die beiden küssen sich, werden aber von Waldo unterbrochen. Ava holt den fliehenden M.K. ein, der seine Gabe verloren zu haben scheint. Sie errichten ein Lagerfeuer in einem verlassenen Hotel der alten Welt. Die drei Mönche Cyan, Ramona und Dury werden von einem Peilgerät aus Azra zu M.K.s Gabe geführt. Sunny folgt den Dreien und trifft so auf M.K. Es beginnt ein Kampf, der sich schnell zugunsten der Mönche entwickelt, bis Bajie auftaucht und eine frühere Verbindung zu den Mönchen preisgibt. Ava erliegt ihren Verletzungen, nachdem sie M.K. gerettet hat, und Sunny bricht aufgrund mysteriöser Schmerzen im Brustkorb zusammen. |           |                            |                             |                      |                                             |              |                                           |                 |
| 13 | 7         | Die Hand der fünf Gifte    | Black Heart, White Mountain | 30. Apr. 2017        | 7. Juli 2017                                | Stephen Fung | Michael Taylor                            | 1,42 Mio.       |
| Nachdem Sunny von Cyan mit der Hand der fünf Gifte (im Original „Hand of the Five Poisons“) außer Gefecht gesetzt worden ist, ist er in einem Alptraum gefangen, in dem Sunny sich seinen inneren Dämonen stellen muss. In seinem Traum lebt Sunny ein einfaches Leben als Bauer mit Veil und seinem Sohn Henry, der mittlerweile zu einem Jungen herangewachsen ist. Die Dinge geraten schnell außer Kontrolle als das Gift in Sunnys Körper einsetzt und die Menschen, die er in seinem Leben getötet hat, ihn zu töten versuchen. Bajie und M.K. infiltrieren unterdessen das Kloster der Mönche, um das Wissen und die Hilfsmittel zu beschaffen, um Sunny wiederzubeleben. Heimlich lässt Bajie auch Sunnys Kompass mitgehen. Später erzählt Bajie M.K., dass er die Mönche verlassen habe, nachdem er seiner Geliebten Flea, die über eine ähnliche Gabe wie M.K. verfüge, zur Flucht von den Mönchen verholfen habe und sich seitdem auf der Suche nach ihr befinde. Währenddessen greifen Quinn und die Witwe den Palast von Jade an, um sie gemeinsam aus den Badlands zu verbannen. |           |                            |                             |                      |                                             |              |                                           |                 |
| 14 | 8         | Doppeltes Spiel            | Sting of the Scorpions Tail | 7. Mai 2017          | 7. Juli 2017                                | Stephen Fung | LaToya Morgan                             | 1,29 Mio.       |
| Quinn und die Witwe festigen ihre Allianz, indem sie sich gegenseitig die Köpfe der Barone Hassan und Broadmore präsentieren. Bajie organisiert eine Möglichkeit, wie er, Sunny und M.K. die Mauer unterqueren und in die Badlands gelangen können. Sie werden allerdings auf halbem Wege von Chaus Clippern gefangen genommen. Sunny schmiedet einen Plan, sich und seine Kompanen zu befreien, indem er Chau einen Plan vorstellt, die Witwe aus ihrem Versteck zu locken. Er wird zu Chaus Regent ernannt, schmuggelt Bajie einen Dietrich in seine Zelle und liefert M.K. der Witwe aus, um von ihr Quinns Aufenthaltsort zu erfahren. Sunny und die Witwe verbünden sich und kämpfen zusammen mit M.K. und Tilda gegen Chaus Clipper. Später zwingt Quinn Veil, ihn zu heiraten, mit dem Ziel, Henry zu seinem rechtmäßigen Erben zu machen. Die Feierlichkeiten der Hochzeit werden von der Meldung unterbrochen, dass Sunny lebendig und mit der Witwe auf dem Weg ist, Quinn zu finden. |           |                            |                             |                      |                                             |              |                                           |                 |
| 15 | 9         | Das Attentat               | Nightingale Sings No More   | 14. Mai 2017         | 7. Juli 2017                                | Paco Cabezas | Justin Britt-Gibson                       | 1,56 Mio.       |
| Vor zwanzig Jahren: Der Mönch Bajie erhält die Aufgabe, eine neue Novizin zu trainieren, die wegen ihrer stark ausgeprägten Gabe gefangen in einer großen Truhe ins Kloster gebracht wird. Sie bricht daraus aus, aber Bajie kann sie bändigen. Er gibt ihr wegen ihrer geringen Körpergröße den Spitznamen Floh, obwohl ihr wirklicher Name Minerva ist. Sie hat das Buch Azra bei sich, das sich seit Generationen im Besitz ihrer Familie befindet. Zurück in der Gegenwart verbündet Sunny sich mit der Witwe, die ihm und M.K., der nun ohne Gabe ist, Zuflucht gewährt. Die Witwe plant, Quinns Bunker anzugreifen, aber Quinn schickt seinen jungen Clipper Gabriel mit einer Selbstmordbombe zu ihr, um Sunny Nachricht von Veil zu überbringen. Dieser erfährt dabei, dass die Witwe Veil an Quinn ausgeliefert hat. Im Chaos der Explosion flieht Sunny, trifft auf Bajie und bittet ihn, M.K. zu holen und ihn an Quinns Bunker zu treffen. Bajie und M.K. werden beim Versuch, das Buch Azra zu stehlen, von Minerva gefangen genommen. Später konfrontiert Tilda die Witwe mit deren Vergangenheit: Sie wurde wie die anderen Barone machthungrig und opfert unschuldige Leben. Die beiden kämpfen und Tilda unterliegt. |           |                            |                             |                      |                                             |              |                                           |                 |
| 16 | 10        | Die Rückkehr               | Wolf’s Breath, Dragon Fire  | 21. Mai 2017         | 7. Juli 2017                                | Paco Cabezas | Alfred Gough, Miles Millar & Matt Lambert | 1,37 Mio.       |
| Die Witwe versucht, M.K. gegen dessen Wunsch seine Gabe zurückzugeben. Sunny vereitelt Lydias Exekutierung. Odessa befreit mit Hilfe von Waldo Bajie und die stark verwundete Tilda aus der Gefangenschaft. Danach unterstützt Bajie Sunny bei seinem Angriff auf Quinns Bunker. Dabei wird er von einem von Quinns Leuten verletzt. Währenddessen findet Sunny Veil und beginnt das finale Gefecht mit Quinn. Quinn wird schwer verwundet, nimmt Veil als Geisel und verlangt von Sunny, ihm Henry zu übergeben, da er sie sonst töten würde. Veil opfert sich und verletzt Quinn und sich selbst mit dessen Dolch tödlich. Sie bittet Sunny in ihren letzten Sekunden, ihren Sohn zu einem guten Menschen zu erziehen. Der verletzte Bajie fährt mit Sunnys Motorrad zu einer verfallenen Kommunikationsanlage und startet sie mit Hilfe des Kompasses. Während die Anlage Morsesignale verschickt, bricht er wegen seiner Wunden zusammen. |           |                            |                             |                      |                                             |              |                                           |                 |

### Staffel 3
| Nr. (ges.) | Nr. (St.) | Deutscher Titel                  | Originaltitel                  | Erstausstrahlung USA | Deutschsprachige Erstveröffentlichung (D/A) | Regie          | Drehbuch                       | Zuschauer (USA) |
| --- | --------- | -------------------------------- | ------------------------------ | -------------------- | ------------------------------------------- | -------------- | ------------------------------ | --------------- |
| 17 | 1         | Der Wiedergeborene               | Enter the Phoenix              | 22. Apr. 2018        | 22. Sep. 2018                               | Paco Cabezas   | Matt Lambert                   | 1,35 Mio.       |
| Sechs Monate sind vergangen. Es herrscht Krieg zwischen den letzten zwei verbleibenden Baronen: der Witwe und Chau. Die Witwe rekrutiert Moon, der auf Rache an Sunny sinnt. Tilda nennt sich jetzt „Iron Rabbit“, stiehlt mit Hilfe ihrer Bande Waren der Witwe und hilft Lydia, die ein Camp für Kriegsflüchtlinge führt. Bei einem der Überfälle befreien sie zufällig Bajie, der wieder in Gefangenschaft geraten war. M.K. wird weiterhin von der Witwe gefangen gehalten, die versucht, seine Gabe wiederherzustellen. Sunny trifft auf Bajie und gemeinsam suchen sie nach einer Heilung für Henry, der ebenfalls die Gabe hat. |           |                                  |                                |                      |                                             |                |                                |                 |
| 18 | 2         | Das Sakrileg                     | Moon Rises, Raven Seeks        | 29. Apr. 2018        | 22. Sep. 2018                               | Paco Gonzalez  | Matt Lambert                   | 1,27 Mio.       |
| Nachdem er Bajies Morsesignale erhalten hat, reist Pilgrim, der selbsternannte „Sohn von Azra“, auf der Suche nach einem neuen Königreich durch die Badlands. Die Gruppe findet ein altes Schloss auf einer Insel, bei dem es sich um ein Naturkundemuseum handelt. Moon verbündet sich mit der Witwe und erhält die Aufgabe, Bajie zu finden, da er kriegsrelevante Informationen haben soll. Sunny erfährt, dass er die Gabe an seinen Sohn Henry vererbt hat. Er bittet Lydia um Hilfe, die ihm und Bajie von Ankara erzählt, der Verrückten Hexe, die Informationen über die „Kinder der Dunkelheit“ haben soll. Sunny und Bajie beschließen, sie zu suchen. M.K. will sich mit Opium das Leben nehmen. Die Witwe verlangt von Moon den Kopf des „Iron Rabbit“, ohne zu wissen, dass es sich dabei um Tilda handelt. Moon bringt Lydia zur Witwe und diese bietet Lydia im Austausch für den „Iron Rabbit“ eine Stelle als Vizekönigin an. |           |                                  |                                |                      |                                             |                |                                |                 |
| 19 | 3         | Chaus Schützen                   | Leopard Snares Rabbit          | 6. Mai 2018          | 22. Sep. 2018                               | Toa Fraser     | Michael Taylor                 | 0,97 Mio.       |
| Moon überfällt Tildas Camp, um sie gefangen zu nehmen, kommt aber nur mit Odessa als Geisel zurück. Lydia entscheidet sich für ein doppeltes Spiel, wird Vizekönigin der Witwe und übernimmt Quinns damaliges Herrenhaus. Unterdessen versuchen Sunny und Bajie auf dem Weg zur Verrückten Hexe, verkleidet als Clipper der Witwe, die Front an der Grenze zu Chaus Territorium zu durchbrechen. Tilda konfrontiert die Witwe, um zu vereinbaren, dass sie zu ihr zurückkehrt und M.K. freigelassen wird. Dieser erhält in dem Moment seine Gabe zurück. |           |                                  |                                |                      |                                             |                |                                |                 |
| 20 | 4         | Blinde Kannibalen                | Blind Cannibal Assassins       | 13. Mai 2018         | 22. Sep. 2018                               | Toa Fraser     | Michael Taylor                 | 1,20 Mio.       |
| Bei ihrer Reise durch das Ödland werden Sunny und Bajie von einer Bande blinder Kannibalen gefangen genommen. Diese waren in früheren Zeiten abtrünnige Clipper, die von Quinns Truppen und dem damaligen Colt Sunny aufgespürt und blind gemacht wurden. Auch Moon wird von ihnen gefangen genommen. Sie kämpfen gegen die Kannibalen und Moon sieht seine Ehre wiederhergestellt, als er Sunny für dessen Sohn verschont. Pilgrim wirbt Cogs der beiden verbleibenden Territorien ab. Baronin Chau verpflichtet ihren Bruder Gaius, Pilgrim zu töten. Er greift an, während die Witwe und Lydia versuchen, sich mit Pilgrim anzufreunden. Die beiden unterstützen Pilgrim im Kampf gegen Gaius. M.K. ist auf der Suche nach Sunny und will ihn ermorden, da er glaubt, dass dieser seine Mutter getötet hat. |           |                                  |                                |                      |                                             |                |                                |                 |
| 21 | 5         | Der Weg in die Berge             | Carry Tiger to Mountain        | 20. Mai 2018         | 22. Sep. 2018                               | James Marshall | LaToya Morgan                  | 1,08 Mio.       |
| Sunny und Bajie erreichen den Geiergipfel und ersuchen Hilfe der zurückgezogenen Ankara. Sie kann Henry nur kurzzeitig heilen. Ankara erklärt Sunny, dass er die Gabe ebenfalls besitzt, sie jedoch von jemand Mächtigem unterdrückt wurde, als er noch ein Kind war, und dass er dadurch zu einem Catalyst wurde – zu jemandem, durch den die Gabe fließt. Sie sagt, Sunny sei der stärkste aller Menschen mit dieser Gabe. Nix, die Kämpferin von Pilgrim, rettet M.K., der dann auf Pilgrim trifft. Pilgrim will M.K. und seine Gabe dazu nutzen, eine neue Ära von Blut und Chaos im Namen von Azra einzuleiten. Die Witwe trifft auf Gaius, der nicht nur Chaus Bruder ist: Die beiden verbindet außerdem eine Beziehung aus Kindertagen. Gaius erklärt sich einverstanden, gegen die Clipper seiner Schwester zu kämpfen. Diese überfallen gemeinsam mit Pilgrims Kämpfer Castor das Camp der Kriegsflüchtlinge, das Tilda nun leitet. |           |                                  |                                |                      |                                             |                |                                |                 |
| 22 | 6         | Alte Liebe rostet nicht          | Black Wind Howls               | 3. Juni 2018         | 22. Sep. 2018                               | James Marshall | Evan Endicott & Josh Stoddard  | 0,92 Mio.       |
| Sunny und Bajie reisen durch eine zwielichtige Gegend der Badlands, in der sich Piraten, Schmuggler und Diebe herumtreiben. Sie treffen auf Lily, Bajies Exfrau, die jetzt Schmugglerin ist. Nach einer Schlägerei muss sie die beiden gegen ihren Willen mit auf ihr Schiff nehmen. Sie überreden sie, sie nach Azra zu bringen. In der Nacht hat Sunny Visionen von sich selbst auf diesem Schiff, da er als Kind bereits dort war. Die drei treffen auf den River King, dem das Schiff früher gehörte. Statt das Kopfgeld für die beiden einstreichen zu können, muss er sich auf eine kurzzeitige Allianz einlassen. Tilda schließt sich wieder der Witwe an, nachdem Chau einige Geiseln genommen hat. Sie treffen Pilgrim und die Witwe übergibt ihm den verwundeten Castor. Da Pilgrim aber nun M.K. auf seiner Seite weiß, tötet er Castor. |           |                                  |                                |                      |                                             |                |                                |                 |
| 23 | 7         | Das Friedensangebot              | Wild Horse Parts Mane          | 10. Juni 2018        | 22. Sep. 2018                               | Paco Cabezas   | LaToya Morgan                  | 1,06 Mio.       |
| Sunny und Bajie arbeiten mit dem River King zusammen, um den Weg nach Azra zu erfahren. Sunny erfährt, dass er als Kind auf dem Schiff war, das jetzt Lily gehört. Es wurde damals von einer Gruppe namens Schwarzer Lotus überfallen. Auch der Kapitän des Schiffs überlebte und Sunny macht sich auf die Suche nach ihm. Er erfährt, dass er damals eine Schwester hatte. Unter der Leitung von Wren, einer früheren Kämpferin an der Front zu Chaus Territorium, findet eine Meuterei gegen die Witwe statt. Sie und Gaius werden gefangengenommen. Lydia erwirkt einen Waffenstillstand und bittet Moon und Tilda um Hilfe. Die Meuterei wird niedergeschlagen. Zurück am Fluss versucht der River King, Sunny an den Schwarzen Lotus zu verkaufen. Sunny tötet ihn. |           |                                  |                                |                      |                                             |                |                                |                 |
| 24 | 8         | Die Meridiankammer               | Chamber of Shadows             | 17. Juni 2018        | 22. Sep. 2018                               | Paco Cabezas   | Matt Lambert                   | 0,89 Mio.       |
| Sunny und Bajie erreichen Pilgrims neues Fort. M.K. greift Sunny an, Pilgrim rettet ihn. Um Sunnys Sohn Henry zu heilen, muss laut Pilgrim die Meridiankammer genutzt werden, ein antikes Gewölbe aus der alten Welt, das seine Arbeiter kürzlich freigelegt haben. Bajie findet heraus, dass Pilgrim mit Hilfe der Kammer eine Armee der Schwarzaugen formieren möchte. Sunny ist jedoch der Meinung, dass er zu diesem Vorhaben beitragen muss, um Henry zu heilen. Pilgrim erklärt Sunny, dass er als der Catalyst der Schlüssel ist, um die Macht von Azra zu entfesseln. Er heilt Henry, indem er dessen Kraft auf sich selbst überträgt. Ein Krieg zwischen Chau und der Witwe beginnt. Moon kämpft auf dem Feld gegen Chaus Streitkräfte und Lydia hält dem Gegenangriff stand. Die Witwe, Gaius und Tilda stürmen White Bone, Chaus Herrenhaus. Der Meister der Mönche unterbindet einen Hinterhalt gegen die Witwe. |           |                                  |                                |                      |                                             |                |                                |                 |
| 25 | 9         | Die Kammer des Skorpions         | Chamber of the Scorpion        | 24. März 2019        | 8. Juli 2019                                | Wayne Yip      | Evan Endicott & Josh Stoddard  | 1,25 Mio.       |
| Der Meister bringt die Witwe ins Kloster der Mönche. Die beiden kämpfen, die Witwe unterliegt. Da die Zeremonie beendet ist und Pilgrim die Gabe von Henry übernommen hat, möchte Sunny Pilgrims Fort verlassen und Bajie mitnehmen. Pilgrim möchte ihn jedoch zum Bleiben überreden. Gaius und Tilda stellen fest, dass Chau noch lebt, finden allerdings keine Spur von der Witwe. Pilgrim übergibt die Gabe an acht seiner Anhänger und nennt sie Azras Vorboten. Der Meister erklärt der Witwe, dass sie gemeinsam gegen Pilgrim kämpfen müssen, da er in der Lage ist, die Gabe an andere Personen weiterzugeben und mit dieser selbst erschafften Armee die ganze Welt zu versklaven. Moon rettet Lydia, die auf dem Schlachtfeld zusammengebrochen war. Bajie muss auf Leben und Tod gegen einen der Vorboten kämpfen und gewinnt. Sunny hilft ihm bei der Flucht. Die Witwe stimmt beim gemeinsamen Kampf gegen Pilgrim unter der Bedingung zu, dass der Meister ihr danach ihre Gabe zurückgibt. Sunny beginnt damit, die Meridiankammer zu zerstören, wird allerdings von M.K. überwältigt und an Pilgrim übergeben. Dieser kämpft gegen Sunny und ist dank seiner neuen Kräfte in der Lage, ihn aus dem Fenster in einen See zu werfen. |           |                                  |                                |                      |                                             |                |                                |                 |
| 26 | 10        | Ravens Feder, Phoenix’ Blut      | Raven’s Feather, Phoenix Blood | 25. März 2019        | 8. Juli 2019                                | Wayne Yip      | Michael Taylor                 | 0,59 Mio.       |
| Der meist lässt die Witwe eine Vision durchleben, in der sie als Baronin der Badlands das Land mit eiserner Hand regiert und auch vor dem Töten nicht zurückschreckt. Gaius fungiert in dieser Vision als ihre rechte Hand und gemeinsam versuchen sie, einen mysteriösen Baron namens Raven zu finden; es stellt sich heraus, dass es sich dabei ebenfalls um die Witwe handelt. Die beiden Witwen kämpfen gegeneinander und so werden in dieser Vision ihre beiden Persönlichkeiten der hellen und dunklen Seite wieder vereint. Sunny hat indes den Kampf mit Pilgrim überlebt und versteckt sich in einem alten Kaufhaus. Nix, die in der Zwischenzeit Pilgrims Absichten in Frage stellt, findet Sunny und hilft ihm beim Kampf gegen Pilgrims Vorboten. |           |                                  |                                |                      |                                             |                |                                |                 |
| 27 | 11        | Der Keiler und der Schmetterling | The Boar and the Butterfly     | 1. Apr. 2019         | 8. Juli 2019                                | Tricia Brock   | Matt Lambert & Stephanie Hicks | 0,61 Mio.       |
| Nix unterstützt Sunny in seinem Versteck im alten Kaufhaus. Sie möchte ihm dabei helfen, Ankara aufzusuchen. M.K. findet das Versteck, doch die beiden können ihn überwältigen und fliehen. Tilda und Gaius schleichen sich in die Festung von Gaius’ Mutter und Tilda tötet sie. Der Meister führt die Witwe und Bajie zusammen. Währenddessen finden Sunny und Nix die vom Schwarzen Lotus verwundete Ankara. Sie bringen sie zu einer nahegelegenen Stadt. Bajie und die Witwe erreichen die Stadt ebenfalls und ein Kampf zwischen der Witwe und Sunny entbricht. M.K. gibt Pilgrim einen Tipp, wie sie mehr Rekruten für die schwarzäugige Armee bekommen können, daher machen sie sich mit den Vorboten auf den Weg in das Kloster des Meisters. |           |                                  |                                |                      |                                             |                |                                |                 |
| 28 | 12        | Kobras Giftzahn, Panthers Klaue  | Cobra Fang, Panther Claw       | 8. Apr. 2019         | 8. Juli 2019                                | Tricia Brock   | Evan Endicott & Josh Stoddard  | 0,41 Mio.       |
| Pilgrim und die Vorboten erreichen das Kloster und bekämpfen die Mönche. Pilgrim kämpft gegen den Meister, als sie diejenigen, die sie „schlafen legen“ musste, nicht freigeben möchte. Er nimmt ihr ihre Gabe, verschont sie aber. Pilgrim und M.K. benötigen eine Weile, finden aber eine Möglichkeit, die Schlafenden aufzuwecken. Sunny, Bajie, die Witwe und Nix bringen die verwundete Ankara zum Kloster, den Schwarzen Lotus an den Fersen. Die Witwe verlässt die Gruppe, um Tilda und Gaius zu finden, nachdem sie in einer Vision von Ankara sah, dass die beiden gefoltert werden. Nix begleitet sie. Tilda und Gaius begeben sich zu Baron Chaus Versteck in einem verlassenen Freizeitpark, es handelt sich jedoch um eine Falle. Chau foltert die beiden, um Informationen zu erhalten. Die Witwe trifft ein, enthauptet Chau in einem Kampf und befreit Tilda und Gaius. Der Schwarze Lotus trifft in der Scheune ein, in der sich Sunny und Bajie mit Ankara aufhalten. Ankara offenbart Sunny, dass er im Kampf gegen Pilgrim seine Schwester braucht. Kurz darauf werden Sunny und Bajie vom Schwarzen Lotus durch Blitzbomben unschädlich gemacht und Ankara getötet. Sunny nehmen sie mit. Bajie wacht später auf, ist allerdings tödlich verwundet und stirbt. |           |                                  |                                |                      |                                             |                |                                |                 |
| 29 | 13        | Schwarzer Lotus, Weiße Rose      | Black Lotus, White Rose        | 15. Apr. 2019        | 8. Juli 2019                                | Miles Millar   | Alfred Gough & Miles Millar    | 0,40 Mio.       |
| Sunny wird in ein Gefängnis namens Razor Bridge gebracht. Es handelt sich um einen Außenposten des Black Lotus. Magnus erzählt Sunny, dass Bajie tot ist. Es stellt sich heraus, dass Ankara hingegen noch nicht tot ist, jedoch sehr geschwächt. Mit ihrer letzten Kraft wiederbelebt sie Bajie, stirbt dann allerdings selbst. Pilgrim hält eine Rede zu den aufgeweckten Schläfern im Kloster und sie feiern ihn. Allerdings hustet er Blut. Bajie macht sich auf zu Razor Bridge, um Sunny zu retten. Dieser trifft seine Schwester Kannin, die seine bislang verschlossenen Erinnerungen wieder freigibt: Er sieht die beiden Jungen Sunny und Pilgrim beim Kampftraining, auch Azra lernt er kennen. Magnus erklärt Sunny später, dass die Schwarzaugen diejenigen waren, die die Welt zerstörten. In der nächsten freigelegten Erinnerung erhalten die jungen Sunny und Pilgrim Azra-Anhänger als die nächsten Wächter von Azra. Sunnys Vater will ihm eine Lektion im Töten erteilen, als Eindringlinge des Schwarzen Lotus ins Schloss kommen. Sunny widersetzt sich allerdings und wirft seinen Anhänger weg. Pilgrim blutet schwarz aus den Augen, als der Meister sich mit letzter Kraft gegen ihn wehrt und ihn fast überwältigen kann. Doch M.K. ersticht sie von hinten und Pilgrim überlebt. Sunny und Kannin haben Differenzen und er wird eingesperrt. Die Witwe erreicht das Kloster und begibt sich zusammen mit dem Meister in die Spiegelkammer. Eine gemeinsame Vision zeigt ihnen das frühere Leben des Meisters. Sie verabschiedet sich von der Witwe mit dem Tipp, möglichst bald gegen Pilgrim vorzugehen. Bajie erreicht das Gefängnis, nimmt Magnus als Geisel, aber durch Intervention von Sunnys Schwester erleiden beide eine Niederlage. In der nächsten freigelegten Erinnerung erfährt Sunny, dass Magnus der Mann ist, den er als Kind nicht töten wollte. Sunnys Schwester entscheidet sich im letzten Moment, die Seiten zu wechseln und tritt Seite an Seite mit Sunny und Bajie gegen die Kämpfer des Schwarzen Lotus an. |           |                                  |                                |                      |                                             |                |                                |                 |
| 30 | 14        | Der Fluch des roten Regens       | Curse of the Red Rai           | 22. Apr. 2019        | 8. Juli 2019                                | Miles Millar   | Michael Taylor                 | 0,65 Mio.       |
| Cressida trifft Lydia und Moon, weil die eingeforderten Waren nicht geliefert werden konnten. Nix offenbart sich als ihnen zugehörig und die Witwe nimmt Cressida als Gefangene. Sunny, Bajie und Kannin erreichen das Kloster und stellen fest, dass Pilgrim die Schlafenden aufgeweckt hat. Kannin schlägt einen geheimen Weg in die Badlands vor. Bajie ist unsicher, ob man ihr trauen kann, Sunny besteht jedoch darauf. Die Witwe ist schwanger. Pilgrim erfährt von Cressidas Gefangenschaft und bereitet sich auf den Krieg vor. Cressida vollführt in ihrer Zelle ein Blutritual. Rote Sturmwolken bauen sich auf und Blut regnet auf das gesamte Anwesen mitsamt den Menschen darin. Sunny, Bajie und Kannin erreichen das Ende des Weges und befinden sich am Meer. Sie offenbart den beiden, dass sie sie belogen hat, weil sie gemeinsam mit ihnen fliehen möchte. Sunny will allerdings Henry zurückholen und so lassen er und Bajie sie zurück. Pilgrim, M.K. und die Kämpfer erreichen das Fort der Witwe. Diese hat einen Hinterhalt vorbereitet und viele der Kämpfer lassen ihr Leben. Auch M.K. liegt am Boden. Während des Angriffs wird Lydia von Cressida erstochen, die blutrote Augen hat. Sie stirbt in Moons Armen. |           |                                  |                                |                      |                                             |                |                                |                 |
| 31 | 15        | Requiem für die Gefallenen       | Requiem for the Fallen         | 29. Apr. 2019        | 8. Juli 2019                                | Paco Cabezas   | Matt Lambert                   | 0,50 Mio.       |
| Pilgrims verbleibende Kämpfer dringen ins Fort der Witwe ein und Pilgrim enthauptet Nix. Moon, die Witwe und Tilda beerdigen Lydia. Sunny und Bajie erreichen die Festung der Witwe und finden Nix’ Kopf. Sie machen sich auf die Suche nach den Überlebenden. Die Witwe erhält die Bestätigung einer Heilerin, dass sie schwanger ist. M.K. hat die Explosion überlebt, hat aber viele Narben davongetragen. Sunny und Bajie erreichen das Camp der Kriegsflüchtlinge, treffen auf die Witwe und Sunny kann endlich Henry wiedersehen. Die Witwe fühlt sich geschlagen und will aufgeben. Pilgrim baut M.K. auf, als Kannin eintrifft. Sie versucht, ihn und Cressida davon zu überzeugen, dass die Gabe seine Seele korrumpiert hat und ihn wahnsinnig macht. Er nimmt ihr ihre Gabe. Sunny, Bajie, Tilda, Gaius und Moon überreden die Witwe, mit Hilfe des Schwarzen Lotus weiter gegen Pilgrim zu kämpfen. Die Witwe erzählt Gaius, dass sie schwanger ist. Cressida wirft einen Blick in die Zukunft und sieht, dass durch Pilgrim Azra eine wüste, tote Welt ist – und dass er sie töten wird. Sunny, Bajie und Gaius möchten Magnus überreden, gemeinsam gegen Pilgrim zu kämpfen, er greift sie jedoch an. Kannin trifft ein, unterstützt sie und bricht Magnus das Genick. Sie fordert von den verbleibenden Kämpfern des Schwarzen Lotus, gemeinsame Sache gegen Pilgrim zu machen. Dieser erschafft derweil neue Vorboten. |           |                                  |                                |                      |                                             |                |                                |                 |
| 32 | 16        | Sieben gegen einen               | Seven Strike as One            | 6. Mai 2019          | 8. Juli 2019                                | Paco Cabezas   | Matt Lambert                   | 0,46 Mio.       |
| Pilgrim führt seinen Kreuzzug weiter und gibt die Regel aus, dass jeder sterben soll, der sich nicht der Gabe unterwirft. Die Vorboten werden von M.K. angeführt. Cressida fürchtet sich vor ihrer Vision und Pilgrims zunehmendem Wahnsinn. Sunny, Bajie, Kannin, Moon und der Schwarze Lotus greifen Pilgrims Fort an, während die Witwe, Tilda und Gaius sich aufmachen, die Meridiankammer zu zerstören. Sie finden ein Nomadendorf, dessen Einwohner von Pilgrims Leuten brutal hingerichtet wurden. Pilgrim nutzt die Meridiankammer dazu, weitere Menschen mit der Gabe auszustatten. Wer sich dem widersetzt, überlebt nicht. Gerade als Cressida die Transformation ablehnt, werden sie angegriffen. Auch in der Meridiankammer beginnt ein Kampf, denn M.K. greift die Witwe, Gaius und Tilda an. Cressida flieht und entkommt einem Tötungsversuch von Moon, der sich anderen Kämpfern stellen muss. Pilgrims Armee wird bezwungen, doch auch allein ist er ein würdiger Gegner für Sunny, Bajie und Kannin. M.K. verletzt Tilda versehentlich schwer. Die Wut darüber reaktiviert die Gabe der Witwe und sie tötet ihn mit Leichtigkeit. Sunny wird schwer verletzt, kann Pilgrim mit Hilfe der beiden anderen aber noch töten, bevor er selbst stirbt. Die Witwe und Gaius zerstören die Meridiankammer und machen sich mit der verwundeten Tilda auf den Weg zu einem Heiler. Im Reich zwischen Leben und Tod trifft Sunny den Meister. Sie offenbart ihm, dass seine Gabe im Moment seines Todes entfesselt wurde und er zu gegebener Zeit in die Welt zurückfinden wird. Sie erklärt auch, dass etwas noch Gefährlicheres als Pilgrim auf die Welt wartet. In den Ruinen der Meridiankammer findet Eli, einer von M.K.s Freunden, eine Waffe aus der alten Zeit: einen Revolver. Er gibt einen Testschuss ab. |           |                                  |                                |                      |                                             |                |                                |                 |